# West Yarmouth
West Yarmouth é um lugar designado pelo censo localizado no condado de Barnstable no estado estadounidense de Massachusetts. No Censo de 2010 tinha uma população de 6.012 habitantes e uma densidade populacional de 255,25 pessoas por km².

## Geografia
West Yarmouth encontra-se localizado nas coordenadas 41° 38′ 50″ N, 70° 15′ 00″ O. Segundo a Departamento do Censo dos Estados Unidos, West Yarmouth tem uma superfície total de 23.55 km², da qual 17.3 km² correspondem a terra firme e (26.53%) 6.25 km² é água.

## Demografia
Segundo o censo de 2010, tinha 6.012 pessoas residindo em West Yarmouth. A densidade populacional era de 255,25 hab./km². Dos 6.012 habitantes, West Yarmouth estava composto pelo 89.12% brancos, o 2.88% eram afroamericanos, o 0.28% eram amerindios, o 1.08% eram asiáticos, o 0.02% eram insulares do Pacífico, o 3.09% eram de outras raças e o 3.53% pertenciam a duas ou mais raças. Do total da população o 3.76% eram hispanos ou latinos de qualquer raça.